# Meles (mustélidé)
Pour les articles homonymes, voir Blaireau (homonymie).
Genre
Répartition géographique
Les blaireaux dit « vrais » (Meles) sont un genre de la famille des Mustélidés. Il regroupe les blaireaux d'Eurasie. Traditionnellement considéré comme un genre monospécifique, les études réalisées au début du XXIe siècle tendent à distinguer les blaireaux européens des asiatiques et à répartir les populations en trois espèces à part entière.

## Taxonomie
Ce genre a été décrit pour la première fois en 1762 par le zoologiste et physicien français Mathurin Jacques Brisson (1723-1806), après que Carl von Linné ai décrit le blaireau européen en 1758 sous le nom d’Ursus meles. Cet animal ayant une aire de répartition très vaste sur la majeure partie de l’Eurasie tempérées, et il y a eu de nombreuses discussions pour déterminer s'il s'agissait d'une seule ou bien de trois espèces distinctes. Il existe des différences physiques et ostéologiques entre les individus des différentes zones géographiques, notamment dans la structure du crâne, la morphologie des premières prémolaires et le masque facial. Certains spécialistes ont proposé de distinguer les blaireaux européens et asiatiques en deux espèces distinctes, Meles meles et Meles leptorhynchus (Milne-Edwards, 1867), la frontière entre les deux étant le fleuve Volga. D’autres considéraient l’existence de trois sous-espèces : M. m. meles, présent à l’ouest de la Volga, M. m. arenarius-leptorhynchus, trouvé entre la Volga et la Transbaïkalie, et M. m. amurensis-anakuma, présent dans les régions de l’Amour et du Primorié.
Les études génétiques basées sur l’ADN mitochondrial montrent la séparation de deux variantes de part et d’autre de la Volga, mais leur statut taxonomique exact reste indéterminé. Une étude complémentaire des prémolaires chez des individus provenant de toute l’aire de répartition confirme cette division et apporte la preuve qu’au moins M. meles et M. anakuma sont bien des espèces distinctes.

## Liste d'espèces
Selon Mammal Species of the World (version 3, 2005)  (24 juin 2013), ITIS (24 juin 2013), Catalogue of Life (24 juin 2013) et NCBI (24 juin 2013) :
| Espèce                                         | Description | Répartition actuelle                                                 |
| ---------------------------------------------- | --- | -------------------------------------------------------------------- |
| Blaireau européen Meles meles Linnaeus, 1758   | Un corps trapu, des membres courts et massifs, des griffes puissantes et allongées. La tête est étroite avec de petites oreilles et un museau allongé. Le pelage est dru sur le dos, la queue et les flancs, avec de longs poils de garde rêches et un sous-poil court et clairsemé. Le ventre est recouvert de poils fins et courts. La couleur du dos et des flancs est gris plus clair, avec des reflets bruns sur les côtés. La face est blanche et les bandes longitudinales sont noires, épaisses et plus écartés. La taille varie selon les sous-espèces mais est généralement comprise entre 60 et 90 cm de longueur corporelle et 12 et 24 cm de longueur de queue. Les mâles adultes sont généralement plus lourds que les femelles et peuvent peser entre 15 et 17 kg en automne, lorsque leurs réserves de graisse sont maximales. | Toute l'Europe et certaines parties de l'Asie à l'ouest de la Volga. |
| Blaireau d’Asie Meles leucurus Hodgson, 1847   | Plus petit que le blaireau européen, mais avec des dents jugales supérieures plus grandes. La couleur varie selon la région, mais la plupart des individus sont plus clairs que le blaireau européen, bien que certains individus aient une teinte similaire. En général, leur coloration est plus brun-grisâtre. Leurs flancs sont plus clairs que le sommet du dos et les bandes faciales sombres remontent derrière les yeux et passent au-dessus des oreilles. La bande centrale claire sur le museau est plus courte et plus étroite, et les marques blanches de la face sont d’avantages brunes que noires. Les dimensions varient selon la région : Entre 60 et 70 cm de longueur pour le corps, et un poids allant de 7 à 13 kg. | Asie centrale et septentrionale, à l'est de la Volga.                |
| Blaireau japonais Meles anakuma Temminck, 1844 | Plus petit que les autres espèces, les mâles mesurant environ 80 cm et les femelles 72 cm de longueur au total. Leur poids est généralement compris entre 4 et 8 kg. Leur pelage tourne plus vers le brun et le beige, les bandes faciales sont moins apparentes. Ils ont des mœurs nocturnes et hibernent durant les mois les plus froids. Ils sont plus solitaires que les blaireaux européens, ne vivant pas en clans sociaux. | Endémique du Japon, absent de la grande île d’Hokkaidō.              |

Une étude menée en 2013 a révélé une divergence génétique significative au sein des populations de blaireau Européen, amenant à la création d’une nouvelle espèce : Meles canescens Blanford, 1875 - Le blaireau du Caucase, reconnu par la American Society of Mammalogists comme une espèce distincte.

### Registre fossile

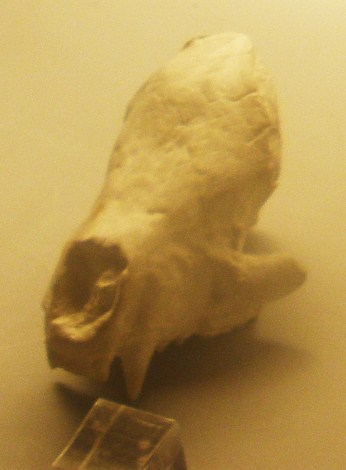
Crâne fossile de Meles thorali

Une autre espèce, Meles thorali, datant du Pléistocène tardif, n’est connue que par des restes fossiles, dont des spécimens ont été découverts à Saint-Vallier, dans le sud-est de la France, ainsi qu’à Binagady, en Azerbaïdjan. Ces fossiles présentent de grandes prémolaires et des caractéristiques intermédiaires entre M. meles et M. anakuma. On suppose que cette espèce était un ancêtre commun dont ces deux espèces modernes auraient divergé. Une autre espèce éteinte d’Europe, Meles hollitzeri, date du Pléistocène inférieur ; ses restes ont été trouvés à Deutsch-Altenburg, dans le nord-est de l’Autriche, ainsi qu’à Untermassfeld, dans le sud-est de l’Allemagne.